# Almutaster
Almutaster, monotipski rod sjevernoameričkog višegodišnjeg bilja iz porodice glavočika. Jedina vrsta je A. pauciflorus, raširena od sjeverne Kanade preko zapadnih dijelova SAD-a na jug do Tlaxcale u Meksiku. 
Raste po vlažnim alkalnim i slanim tlima, a kako je nekada uključivana u rod zvjezdana, narodno joj je ime »alkalni močvarni zvjezdan«.
Stabljika je uspravna, visine od 30 do 120 cm. Uski listovi su linearnog oblika i dugi do 10 centimetara, naizmjenični. Cvate od svibnja do rujna

## Sinonimi
- Aster caricifolius Kunth
- Aster hydrophilus Greem ex Wooton & Standl.
- Aster pauciflorus Nutt.
- Tripolium caricifolium (Kunth) S.Schauer
- Tripolium pauciflorum Nees
- Venatris pauciflorus Raf.